# Discografia formației Mägo de Oz
Mago de Oz este o formație de muzică heavy metal, având ca stil un amestec între stilul Iron Maiden și muzica folk-nordic (rock celtic), cu versurile în limba spaniolă. S-a înființat în anul 1989 când fondatorul baterist TruxTrux di Felattio face un material muzical cu ’’Mohamed’’ Carlos Prieto (vioară), ’’Charlie’’ Carlitos Main (chitară), ’’Chema’’ Francisco Gomez dela Serna (chitară), ’’Salva’’ (chitară bas), împreună lansând primul album 1989 intitulat ’’’Y qué más da’’’.

### Single
- Molinos de viento (1997)
- Resacosix en Hispania (1999)
- Fiesta pagana (2000)
- ¡Feliz Navidad, Cabrones! (2000)
- El que quiera entender que entienda (2000)
- Molinos de viento (live) (2001)
- La danza del Fuego (2001)
- Pensando en ti (2002)
- La costa del silencio (2003)
- El atrapasueños (Promo) (2004)
- La rosa de los vientos (2004)
- La posada de los muertos (2005)
- Hoy toca ser feliz (2006)
- Diabulus in Musica (2006)
- Y ahora voy a salir (Ranxeira) (2007)
- Deja de llorar (2008)
- Que el viento sople a tu favor (2010)